# Друга скрипка
Друга скрипка (англ. Second Fiddle) — американський комедійний мюзикл режисера Сіднея Ленфілда 1939 року.

## Сюжет
Джиммі Саттон вельми пронирливий, зухвалий і чарівний студійний прес-агент, який працює не тільки над складанням іміджу зірок, але ще й пише у світські колонки, виступаючи як «вельми обізнане джерело». Але він зустрівся з претенденткою, яку викинули з студії, де знімався фільм за бестселером «Дівчина з Півночі».
Наступною дівчиною під номером 436 була Труді Ховланд зі снігової Міннесоти, нікому не відома вчителька, фотографія якої волею випадку виявилася на студії. Начальник Джиммі посилає його привезти дівчину в сонячний Голлівуд на кінопроби. Джиммі привозить і Труді, і її оригінальну тітоньку.
Дівчина отримує роль, але щоб підігріти до неї інтерес, і заодно підвищити рейтинг висхідної зірки Роджера Максвелла, який відчайдушно потребує реклами, Джиммі придумує не існуючий роман між ними. Від імені Роджера він пише Труді любовні записки, посилає квіти і цукерки та навіть пише пісню, присвячену їй, вкладаючи в неї всю душу, не помічаючи, що сам поступово закохався.

## У ролях
- Соня Хені — Труді Ховланд
- Тайрон Пауер — Джиммі Саттон
- Руді Веллі — Роджер Максвелл
- Една Мей Олівер — тітка Фібі
- Мері Хілі — Джин Ворік
- Лайл Талбот — Віллі Хоггер
- Алан Дайнхарт — Джордж «Віт» Вітні
- Мінна Гомбелл — Дженні
- Стюарт Ребарн — Скетінг Партнер
- Спенсер Чартерс — Джо Клейтон